# Doutnacia xerophila
Doutnacia xerophila är en urinsektsart som beskrevs av Josef Rusek 1974. Doutnacia xerophila ingår i släktet Doutnacia, och familjen blekhoppstjärtar. Arten är reproducerande i Sverige.